# Saison 2005-2006 des Celtics de Boston
La saison 2005-2006 des Celtics de Boston est la 60e saison de la franchise américaine de la National Basketball Association (NBA). Il s'agit de la 56e et dernière saison de l’engagement officiel de Red Auerbach avec l’équipe. Auerbach, qui a continué à détenir le titre de président de l’équipe, est décédé peu avant la saison suivante.
Les Celtics, au cours de cette saison, ne parviennent qu'à atteindre la 3e place de la division Atlantique et la 11e place de la conférence Est, ne leur permettant pas de participer aux playoffs cette année.

## Draft
| Tour | Rang | Joueur       | Position | Nationalité | Provenance          |
| ---- | ---- | ------------ | -------- | ----------- | ------------------- |
| 1    | 18   | Gerald Green | SG       | États-Unis  | Gulf Shores Academy |
| 2    | 50   | Ryan Gomes   | PF       | États-Unis  | Providence College  |
| 2    | 53   | Orien Greene | SG       | États-Unis  | Louisiane           |

## Classements de la saison régulière
| Conférence Est | Conférence Est         | Conférence Est | Conférence Est | Conférence Est |
| No             | Franchise              | Vic.           | Déf.           | PCT            |
| -------------- | ---------------------- | -------------- | -------------- | -------------- |
| 1              | Pistons de Détroit     | 64             | 18             | 78.0           |
| 2              | Heat de Miami C        | 52             | 30             | 63.4           |
| 3              | Nets du New Jersey     | 49             | 33             | 59.8           |
| 4              | Cavaliers de Cleveland | 50             | 32             | 61.0           |
| 5              | Wizards de Washington  | 42             | 40             | 51.2           |
| 6              | Pacers de l'Indiana    | 41             | 41             | 50.0           |
| 7              | Bulls de Chicago       | 41             | 41             | 50.0           |
| 8              | Bucks de Milwaukee     | 40             | 42             | 48.8           |
|                |                        |                |                |                |
| 9              | 76ers de Philadelphie  | 38             | 44             | 46.3           |
| 10             | Magic d'Orlando        | 36             | 46             | 43.9           |
| 11             | Celtics de Boston      | 33             | 49             | 40.2           |
| 12             | Raptors de Toronto     | 27             | 55             | 32.9           |
| 13             | Bobcats de Charlotte   | 26             | 56             | 31.7           |
| 14             | Hawks d'Atlanta        | 26             | 56             | 31.7           |
| 15             | Knicks de New York     | 23             | 59             | 28.0           |

| Division Atlantique   | V  | D  | PCT  | GB |
| --------------------- | -- | -- | ---- | -- |
| Nets du New Jersey    | 49 | 33 | 59.8 | -  |
| 76ers de Philadelphie | 38 | 44 | 46.3 | 11 |
| Celtics de Boston     | 33 | 49 | 40.2 | 16 |
| Raptors de Toronto    | 27 | 55 | 32.9 | 22 |
| Knicks de New York    | 23 | 59 | 28.0 | 26 |

## Effectif
| Numéro | Joueur             | Position | Provenance                                      |
| ------ | ------------------ | -------- | ----------------------------------------------- |
| 0      | Orien Greene       | PG       | Florida, Louisiana                              |
| 4      | Ryan Gomes         | PF       | Providence                                      |
| 5      | Gerald Green       | SG       | Gulf Shores Academy                             |
| 7      | Al Jefferson       | PF       | Prentiss HS (MS)                                |
| 13     | Delonte West       | PG       | Saint Joseph's                                  |
| 20     | Dan Dickau         | PG       | Washington, Gonzaga                             |
| 27     | Dwayne Jones       | PF       | Saint Joseph's                                  |
| 34     | Paul Pierce        | SF       | Kansas                                          |
| 41     | Michael Olowokandi | C        | University of the Pacific                       |
| 42     | Tony Allen         | PG       | Butler County Community College, Oklahoma State |
| 43     | Kendrick Perkins   | C        | Clifton J. Ozen HS (TX)                         |
| 44     | Brian Scalabrine   | PF       | USC                                             |
| 45     | Raef LaFrentz      | PF       | Kansas                                          |
| 55     | Wally Szczerbiak   | SF       | Miami University                                |

## Statistiques
| Joueur             | MJ | MC | MPG  | FG%  | 3P%  | FT%   | RPG | APG | SPG | BPG | PPG  |
| ------------------ | -- | -- | ---- | ---- | ---- | ----- | --- | --- | --- | --- | ---- |
| Tony Allen         | 51 | 9  | 19.2 | .471 | .324 | .746  | 2.2 | 1.3 | 1.0 | 0.4 | 7.2  |
| Marcus Banks       | 18 | 1  | 14.9 | .413 | .316 | .900  | 1.1 | 1.8 | 0.4 | 0.0 | 5.5  |
| Mark Blount        | 39 | 25 | 27.8 | .511 | -    | .764  | 4.2 | 1.7 | 0.4 | 0.9 | 12.4 |
| Ricky Davis        | 42 | 42 | 41.6 | .464 | .320 | .787  | 4.5 | 5.3 | 1.2 | 0.2 | 19.7 |
| Dan Dickau         | 19 | 0  | 12.3 | .370 | .500 | 1.000 | 0.8 | 2.1 | 0.6 | 0.1 | 3.3  |
| Ryan Gomes         | 61 | 33 | 22.6 | .487 | .333 | .752  | 4.9 | 1.0 | 0.6 | 0.1 | 7.6  |
| Gerald Green       | 32 | 3  | 11.7 | .478 | .300 | .784  | 1.3 | 0.6 | 0.4 | 0.1 | 5.2  |
| Orien Greene       | 80 | 5  | 15.4 | .395 | .225 | .662  | 1.8 | 1.6 | 1.0 | 0.1 | 3.2  |
| Al Jefferson       | 59 | 7  | 18.0 | .499 | .000 | .642  | 5.1 | 0.5 | 0.5 | 0.8 | 7.9  |
| Dwayne Jones       | 14 | 0  | 6.2  | .400 | -    | .462  | 2.2 | 0.1 | 0.1 | 0.2 | 1.0  |
| Raef LaFrentz      | 82 | 63 | 24.8 | .431 | .392 | .680  | 5.0 | 1.4 | 0.4 | 0.9 | 7.8  |
| Michael Olowokandi | 16 | 0  | 10.4 | .444 | -    | .625  | 2.6 | 0.4 | 0.2 | 0.4 | 2.8  |
| Kendrick Perkins   | 68 | 40 | 19.6 | .515 | .000 | .615  | 5.9 | 1.0 | 0.3 | 1.5 | 5.2  |
| Paul Pierce        | 79 | 79 | 39.0 | .471 | .354 | .772  | 6.7 | 4.7 | 1.4 | 0.4 | 26.8 |
| Justin Reed        | 32 | 0  | 9.1  | .338 | -    | .625  | 0.9 | 0.2 | 0.2 | 0.1 | 2.3  |
| Brian Scalabrine   | 71 | 1  | 13.2 | .383 | .356 | .722  | 1.6 | 0.7 | 0.3 | 0.3 | 2.9  |
| Wally Szczerbiak   | 32 | 31 | 36.7 | .476 | .393 | .898  | 3.8 | 3.2 | 0.6 | 0.1 | 17.5 |
| Delonte West       | 71 | 71 | 34.1 | .487 | .385 | .851  | 4.1 | 4.6 | 1.2 | 0.6 | 11.8 |

## Transactions

### Échanges
| 2 août | Vers les Celtics de Boston Curtis Borchardt Qyntel Woods Albert Miralles Deux futurs seconds tour de draft Compensation financière | Vers le Heat de Miami Antoine Walker |

| 30 septembre | Vers les Celtics de Boston Dan Dickau | Vers les Hornets de La Nouvelle-Orléans Second tour de draft 2006 |

| 26 janvier | Vers les Celtics de Boston Wally Szczerbiak Michael Olowokandi Dwayne Jones | Vers les Timberwolves du Minnesota Ricky Davis Mark Blount Marcus Banks Justin Reed Deux futurs seconds tour de draft |

### Agents libres
| Joueur         | Date de la signature | Ancienne équipe    |
| Antoine Walker | 2 août               | Knicks de New York |
| Will Bynum     | 19 août              | Pistons de Détroit |

| Joueur           | Départ       | Nouvelle équipe         |
| Gary Payton      | 22 septembre | Heat de Miami           |
| Qyntel Woods     | 4 octobre    | Raptors de Toronto      |
| Will Bynum       | 25 octobre   | Pistons de Détroit      |
| Curtis Borchardt | 27 octobre   | Club Baloncesto Granada |